# Норвуд (Илиноис)
Норвуд (енгл. Norwood) град је у америчкој савезној држави Илиноис.

## Демографија
По попису из 2010. године број становника је 478, што је 5 (1,1%) становника више него 2000. године.
| Група             | 2000.       | 2010.       |
| Белци             | 467 (98,7%) | 461 (96,4%) |
| Афроамериканци    | 0 (0,0%)    | 1 (0,2%)    |
| Азијати           | 1 (0,2%)    | 2 (0,4%)    |
| Хиспаноамериканци | 2 (0,4%)    | 4 (0,8%)    |
| Укупно            | 473         | 478         |